# Călățele
Călățele [ˈkələt͡sele] (ungarisch Kiskalota) ist eine Gemeinde im Kreis Cluj, in der Region Siebenbürgen in Rumänien.
Der Ort ist auch unter der ungarischen Bezeichnung Kelecel bekannt.

## Geographische Lage

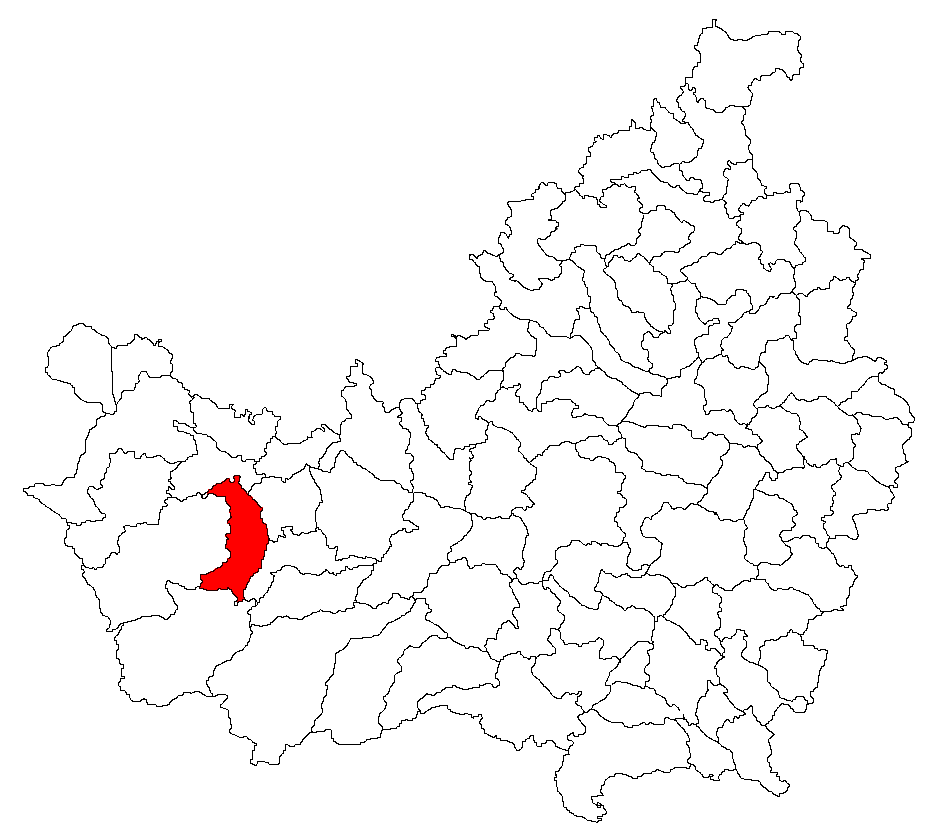
Lage der Gemeinde Călățele im Kreis Cluj

Die Gemeinde Călățele besteht aus fünf Dörfern und liegt auf einer Fläche von etwa 7400 Hektar in den Nordostausläufern des Vlădeasa-Gebirges und den Nordausläufern der Gilăuer Berge (Munții Gilăului) – Gebirgszüge des Apuseni-Gebirges (Munții Apuseni). Am Oberlauf des Călata – ein linker Zufluss der Schnellen Kreisch – im Westen des Kreises Cluj und am Drum național 1R, befindet sich das Gemeindezentrum etwa 15 Kilometer südlich von der Kleinstadt Huedin und etwa 65 Kilometer westlich von der Kreishauptstadt Cluj-Napoca (Klausenburg) entfernt.
Das eingemeindete Dorf Finciu (ungarisch Kalotaújfalu) liegt bei 820 m und befindet sich vier Kilometer südöstlich vom Gemeindezentrum entfernt.

## Geschichte
Der Ort Călățele wurde erstmals 1408 urkundlich erwähnt und war ein Hörigendorf der ungarischen Adelsfamilie Valkai aus dem heutigen Dorf Văleni (Walken). Eine Besiedlung bei Varful Gilmeii im eingemeindeten Dorf Călata deuten nach Angaben des rumänischen Kulturministeriums bis in die Jungsteinzeit zurück.
Archäologische Funde bei Beretău im eingemeindeten Dorf Văleni, bestehend aus vier Goldringen, von denen sich drei in einem Wiener und einer in einem Budapester Museum befinden, deuten nach Angaben von Johann Michael Ackner, Ferdinand Neigebaur, József Hampel und Márton Roska in die Bronzezeit.
Im Königreich Ungarn gehörte die heutige Gemeinde dem Stuhlbezirk Bánffyhunyad in der Gespanschaft Klausenburg, anschließend dem historischen Kreis Cluj und ab 1950 dem heutigen Kreis Cluj an.

## Bevölkerung
Die Bevölkerung der Gemeinde entwickelte sich wie folgt:
| 1850 | 2.124 | 1.712 | 403 | – | 9              |
| 1920 | 3.729 | 2.907 | 755 | 1 | 66             |
| 1941 | 4.647 | 3.943 | 629 | 4 | 71             |
| 1992 | 2.906 | 2.472 | 336 | - | 98             |
| 2011 | 2.243 | 1.742 | 244 | – | 257 (Roma 187) |
| 2021 | 2.307 | 1.437 | 200 | 2 | 668 (Roma 390) |

Seit 1850 wurde auf dem Gebiet der heutigen Gemeinde die höchste Einwohnerzahl und gleichzeitig die der Rumänen 1941 ermittelt. Die höchste Bevölkerungszahl der Magyaren (797) und der Rumäniendeutsche (76) wurden 1900 und die der Roma (390) 2021 registriert.
Die Hauptbeschäftigung der Bevölkerung sind die Viehzucht und Landwirtschaft in eigenem Betrieb, und auch die Holzwirtschaft.

## Sehenswürdigkeiten
- Im eingemeindeten Dorf Văleni die reformierte Kirche[9] im 12. Jahrhundert errichtet und im 15. erneuert, steht unter Denkmalschutz.[5]
- Im eingemeindeten Dorf Dealu Negru (ungarisch Bánffytelep) ist die 1764 errichtete Holzkirche Sf. Voievozi im Juni 2012 durch einen Brand fast vollständig zerstört worden. Die Kirche stand unter Denkmalschutz.[5]
- Im Gemeindezentrum ist die alte orthodoxe Kirche,[10] 1934 errichtet. Der Altar ist aus einer katholischen Kirche aus Almaș oder Văleni.[4]
- In südliche Richtung führt die Nationalstraße 1R über den 1099 m hoch gelegenen Dealu Negru-Pass am Beliș-Fântânele-Stausee –  ein Stausee des Someșul Cald (Warmer Somesch) – vorbei, bei dessen Bau die Kirche und Teile des Dorfes Beliș überschwemmt wurden.[11]

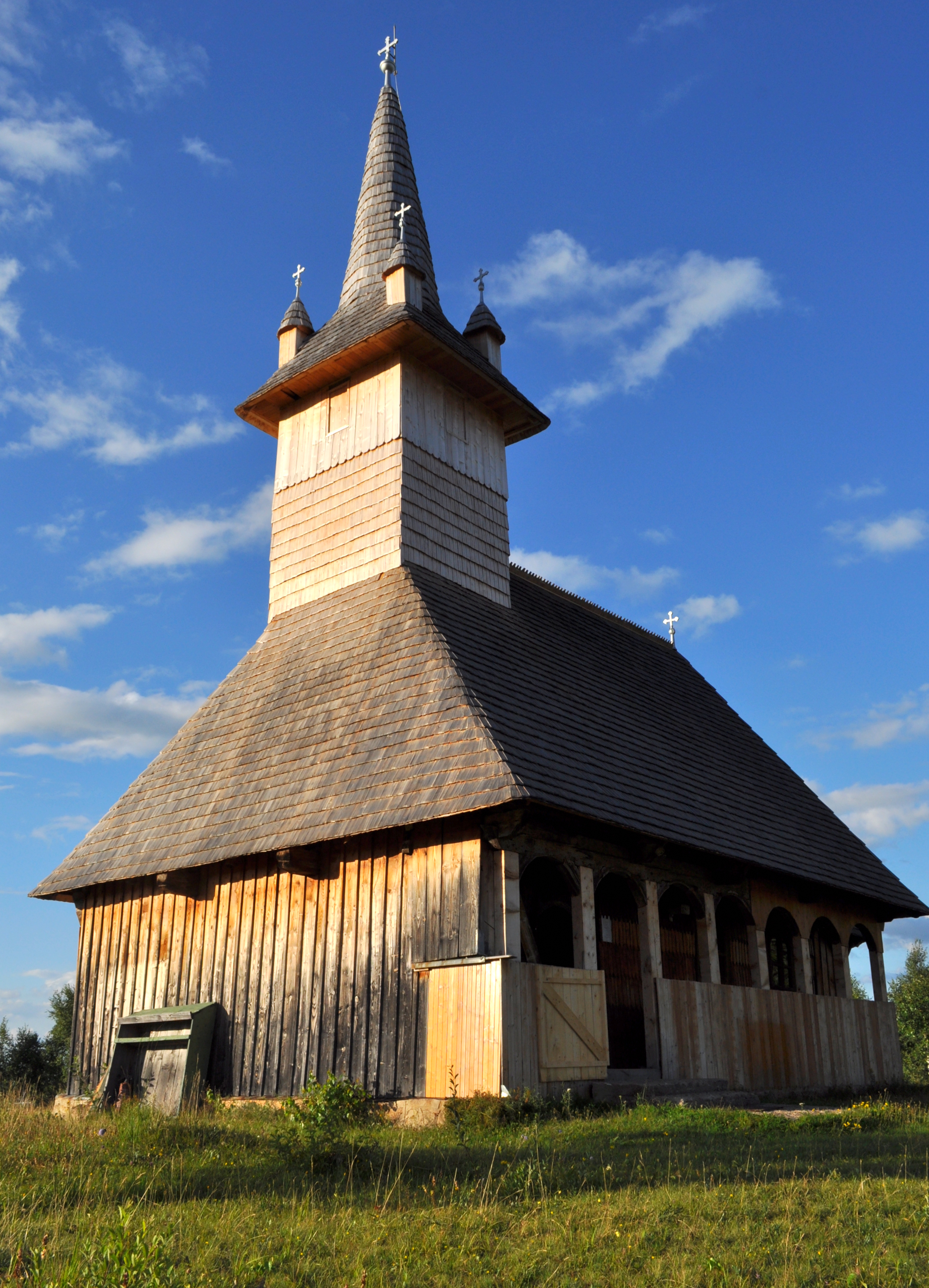
Holzkirche in Dealu Negru
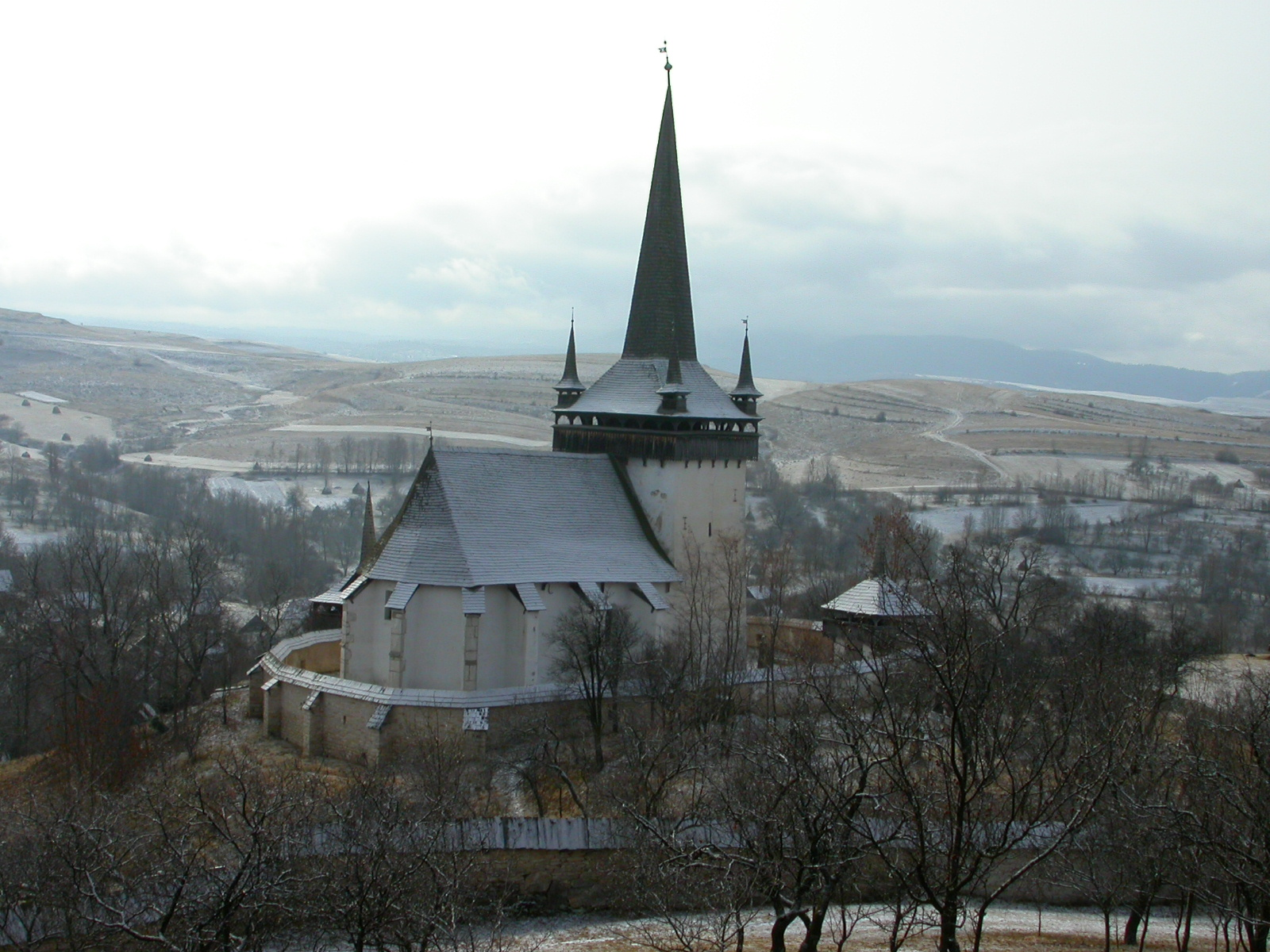
Reformierte Kirche in Văleni
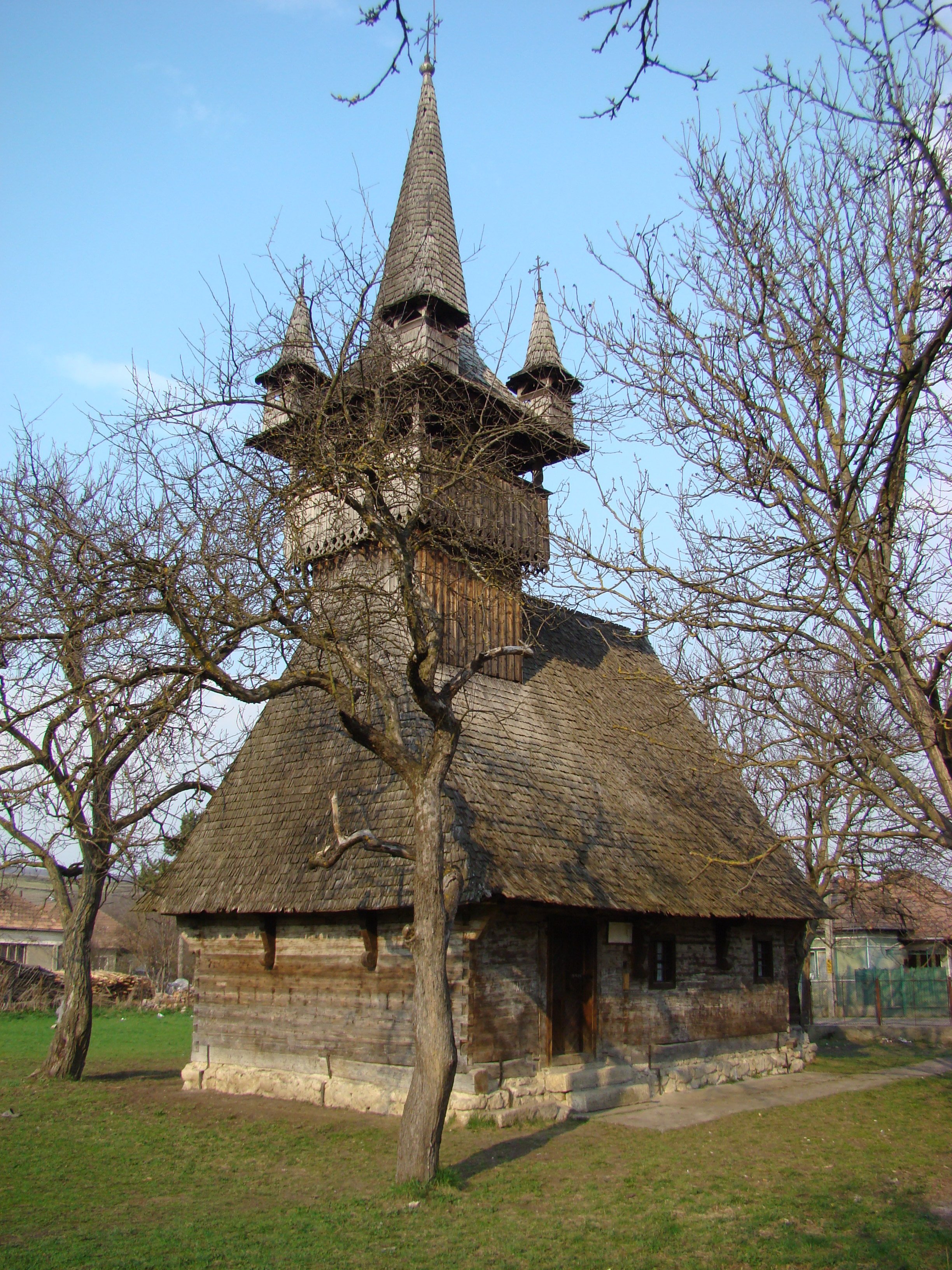
Holzkirche in Văleni
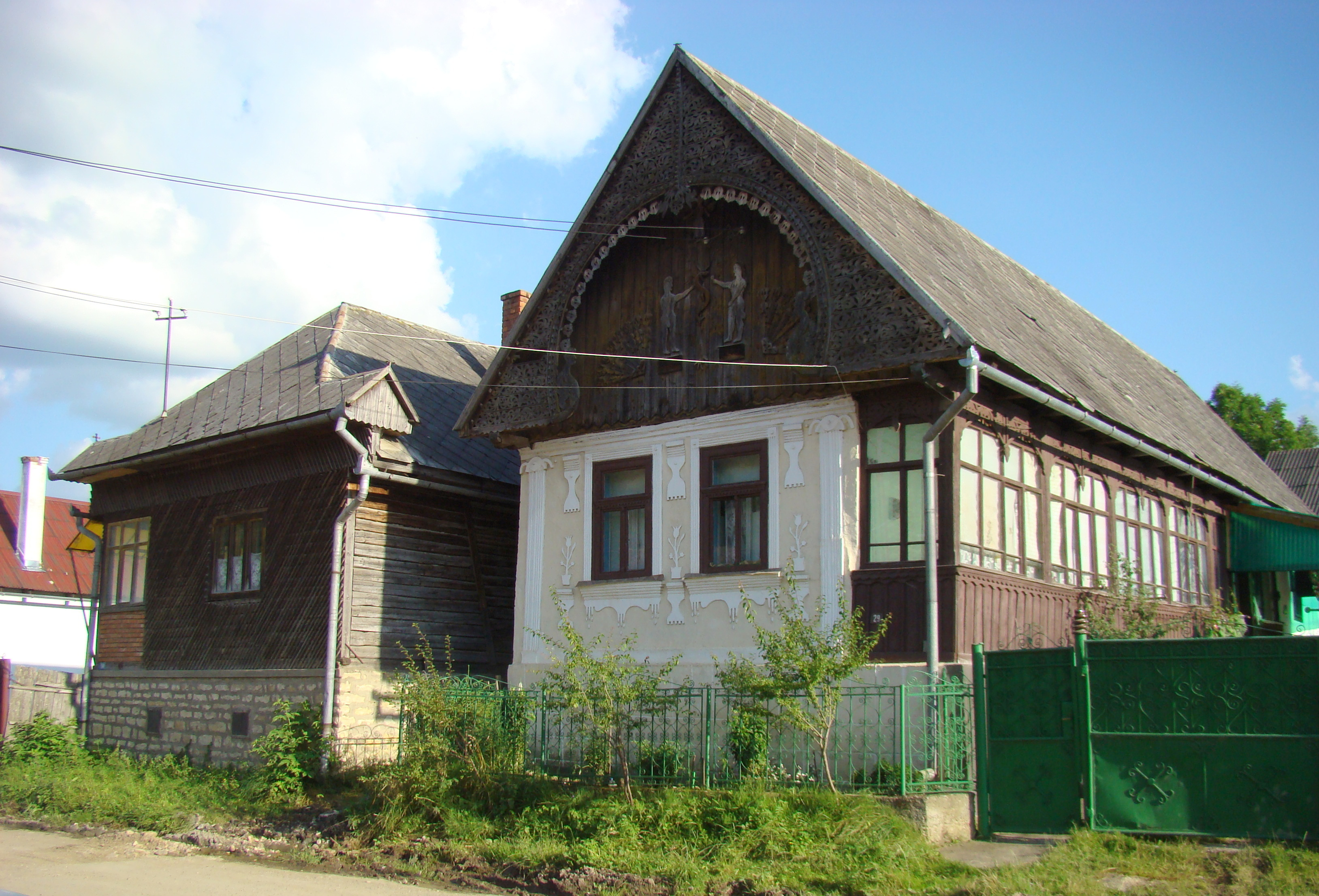
Haus in Văleni

## Persönlichkeiten
- Corvin Radovici (1931–2017), Schachspieler